# Geranium potentillifolium
Geranium potentillifolium är en näveväxtart som beskrevs av Dc.. Geranium potentillifolium ingår i släktet nävor, och familjen näveväxter. Inga underarter finns listade i Catalogue of Life.